# Arnon (Cher)
Der Arnon ist ein ca. 151 km langer Nebenfluss Cher in Frankreich, der in den Regionen Nouvelle-Aquitaine, Auvergne-Rhône-Alpes und Centre-Val de Loire verläuft.

## Verlauf
Der Arnon entspringt auf einer Höhe von 455 m im äußersten Nordosten des Département Creuse, im Gemeindegebiet von Saint-Marien, welches sich südwestlich von Préveranges befindet. Er entwässert generell Richtung Norden und mündet westlich von Vierzon als linker Nebenfluss in den Cher.

## Durchquerte Départements
in der Region Nouvelle-Aquitaine:
- Creuse

in der Region Auvergne-Rhône-Alpes:
- Allier

in der Region Centre-Val de Loire:
- Indre
- Cher

## Orte am Fluss
Préveranges, Sidiailles, Culan, Loye-sur-Arnon, Saint-Hilaire-en-Lignières, Lignières, Mareuil-sur-Arnon, Chârost, Reuilly, Lury-sur-Arnon, Méreau, Vierzon